# Nicholas Negroponte
Pour les articles homonymes, voir Negroponte.
Nicholas Negroponte, né en 1943, est un informaticien américain d’origine grecque, professeur et chercheur au MIT (Massachusetts Institute of Technology), où il a cofondé le Media Lab.

## Biographie
Né à New York d'un père, Dimitri Negroponte, riche armateur grec qui a immigré aux États-Unis, il fait des études à New-York puis en Suisse avant d'intégrer le Massachusetts Institute of Technology (MIT) de Boston dont il sort diplômé en architecture. Il y devient professeur en 1966 et y crée en 1969, l'Architecture Machine Group, destiné à étudier l'Interface Homme-machine.
Il passe plus d'un an en France en 1982-83, comme directeur du Centre mondial informatique et ressource humaine créé par Jean-Jacques Servan-Schreiber. Il a collaboré avec Alain Colmerauer sur le logiciel Prolog.
En 1985, il crée avec Jerome Wiesner (en) le MIT Media Lab, un centre de recherche dédié à la technologie et au design, et le dirige jusqu'en 2000. En 2019, il est impliqué dans les conséquences de l'affaire Epstein, lorsqu'il révèle avoir conseillé au directeur du Media Lab, Joichi Ito, d'accepter illégalement des dons du milliardaire Jeffrey Epstein, accusé de pédophilie et condamné pour prostitution de mineurs.
En 1992, il est cofondateur du magazine des technologies émergentes Wired, où il tient une chronique du numérique jusqu'en 1998. Il développera ses idées dans l'ouvrage Being Digital (en) paru en 1995.
Il est le responsable du projet One Laptop per Child (« Un ordinateur portable par enfant »), ordinateur destiné aux pays émergents, rebaptisé CM1 (« Children Machine 1 »). Il s'est rendu dans les orphelinats au Cambodge avec Alain Colmerauer.  
Le CM1 utilise le système d'exploitation Open Source Sugar basé sur Fedora. Au 25 octobre 2006, le CM1 change à nouveau de nom et devient XO.

### Famille
Il est le frère de John Negroponte, diplomate américain et secrétaire d'État adjoint de l'administration Bush.

## Œuvre
- Being Digital (en), 1995, en traduction L'Homme numérique, Robert Laffont, 1995.